# Перемишльський район
Перемишльський район — колишній район Дрогобицької області із центром у місті Перемишль.
Після нападу 1 вересня 1939 року Третього Рейху на Польщу й початку Другої світової війни до середини вересня територія району окупована німцями, але після вторгнення СРСР до Польщі 17 вересня 1939 року згідно з пактом Молотова—Ріббентропа та поправками Договору про дружбу та кордони між СРСР та Німеччиною частина етнічних українських земель, котрі знаходились між кордоном Польщі з СРСР (закріпленим у Ризькому мирному договорі 1921 року) і лінією Керзона відійшли до радянської зони окупації.
Район було створено після приєднання Західної України до складу УРСР. На час німецької окупації він припинив своє функціонування, поновивши її на короткий період після того, як територію у 1944 році зайняла Червона армія.
У 1939-1941 рр. начальником районного відділу НКВД працював І. С. Хименко.
В березні 1945 року західна частина Перемишльського району включно з містом Перемишль, а також Бірчанський район з районним центром Бірча та Ліськівський район з районним центром Лісько зі складу Дрогобицької області передано Польщі.
На основі східної частини Перемишльського району, яка залишилась у складі УРСР, утворено Нижанковицький район Дрогобицької області.